# Distretto di Wolong
Il distretto di Wolong (卧龙区S, Wòlóng QūP) è un distretto della Cina, situato nella provincia di Henan e amministrato dalla prefettura di Nanyang.